# ŠK Cementáreň Lietavská Lúčka
ŠK Cementáreň Lietavská Lúčka là một câu lạc bộ bóng đá Slovakia, đến từ thị trấn Lietavská Lúčka.